# Maldit-comiat

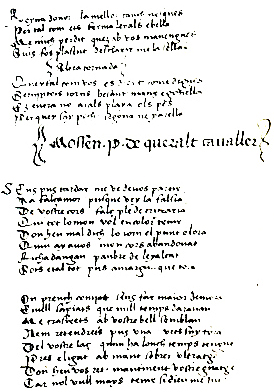
Maldit-comiat di Pere de Queralt

Un maldit (in occitano significa "maledizione, anatema") era un genere della letteratura catalana e occitana praticato dagli ultimi trovatori, una canzone che si doleva del carattere o del comportamento di una signora. Un genere correlato, il comiat o comjat (in occitano sta per "congedo"), era una canzone dedicata alla rinuncia di una relazione amorosa. Il maldit e il comiat venivano spesso collegati formando un maldit-comiat (o comiat-maldit) e potevano essere usati per attaccare e rinunciare a una figura diversa da una signora o da un'amante, come un ufficiale al comando (quando combinato, in un certo senso, con il sirventes). Il maldit-comiat viene specialmente associato ai trovatori catalani. Martín de Riquer descrive un autèntic maldit-comiat come una canzone in cui un poeta lascia un'amante a cui era stato per molto tempo sterilmente devoto, spiegando i difetti di lei che lo hanno portato ad allontanarsi. 
Il primo comiat è probabilmente un componimento frammentario di Uc Catola, appartenente alla prima generazione di trovatori. 

## Malditsin Catalogna

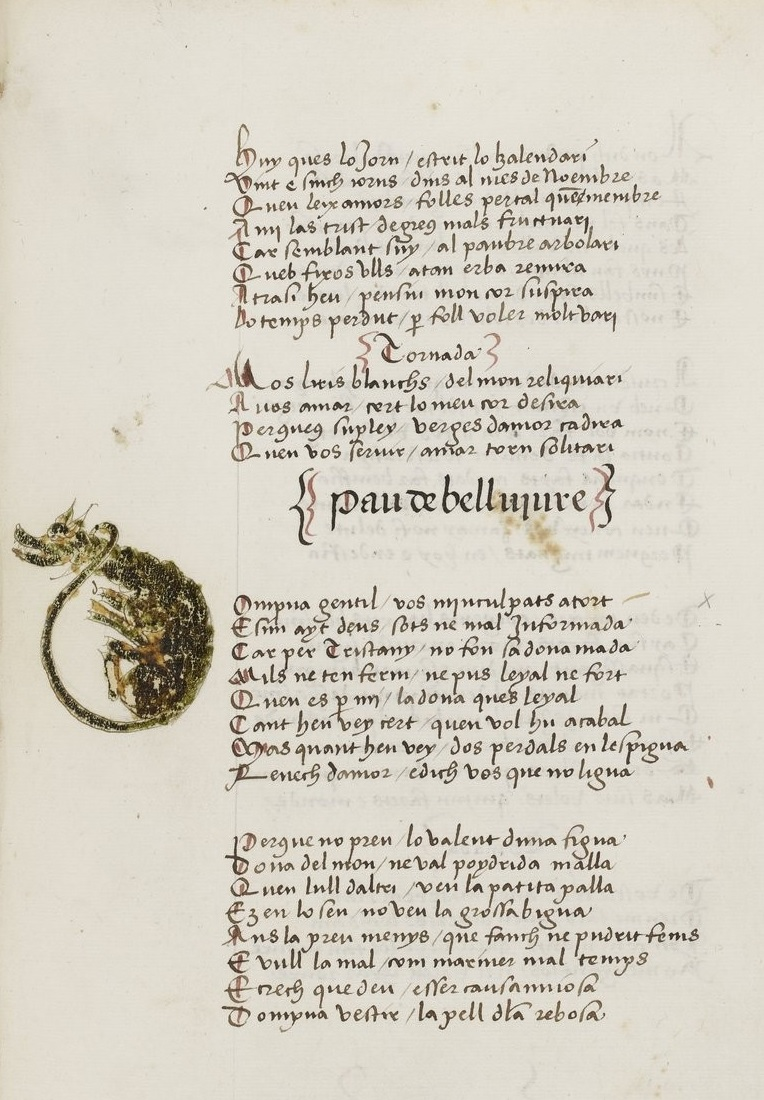
Maldit di Pau de Bellviure

Il maldit più famoso è probabilmente la poesia XLII di Ausiàs March, un virulento attacco sferrato contro diverse donne chiamate per nome, definita esplicitamente maldit soltanto in un manoscritto minore; ma dato che il termine potrebbe riferirsi, in senso più generale, a ogni poesia "che maledice" un'altra, esso viene accettato come appropriato dagli studiosi moderni. Tra gli altri autori catalani che hanno scritto maldits, così identificati nei manoscritti o dai successivi studiosi, vi sono Pau de Bellviure, Pere de Queralt, Simon Pastor, Jordi de Sant Jordi, Joan Basset (due), Guillem de Masdovelles (tre), Johan Berenguer de Masdovelles (dieci) e Pere Johan de Masdovelles (due). Francesc Ferrer in Lo conhort, di sei altri autori, cita lavori che potrebbero essere stati maldits. Evidentemente era un genere popolare nel secondo quarto del XV secolo. 
Tutti i poeti sopra elencati non nominano le loro amanti e non comprendono un comiat nelle loro poesie. In base a questo, March ha ipotizzato la creazione di una nuova forma, politicamente motivata e meno gravata dall'etica dell'amor cortese. I compositori di maldits tradizionali spesso si riferiscono alle loro donne tramite i senhals (nomi in codice) come Na Maliciosa (Signora Maligna) e Na Mondina (Signora Mondana). Simon Pastor, tuttavia, ha scritto un maldit contro un uomo innominato. Le Leys d'amors, il trattato guida del Consistori de Tolosa e il Consistori de Barcelona, condannavano il maldig especial (considerato di solito un tipo di sirventes), i quali attaccavano un individuo specifico (alquna certa persona: una certa persona).

## Comiatsin Catalogna
Bernart de Palaol ha scritto un comiat che è stato spesso mal-identificato come maldit o comiat-maldit, quando in realtà non contiene nessuna invettiva. Guillem de Masdovelles, oltre ai suoi tre maldits, ha scritto un comiat, forse il suo più famoso componimento, in cui prende congedo, non dalla sua amante, ma dal servizio militare di Guerau Alamany de Cervelló, allora (1394–1405) governatore della Catalogna (governador de moltes gens e pobles, governatore di molte genti e città). Della stessa famiglia, Johan Berenguer ha scritto un comiat spesso travisato come comiat-maldit. Un altro poeta catalano del comiat è stato Blai Saselles.

## Sette caratteristiche di unmaldit
Robert Archer suggerisce (p. 73) le seguenti sette (quattro tipiche, tre comuni) caratteristiche di un maldit in base alla sua analisi effettuata sugli esempi sopravvissuti:
1. Di solito, ma non sempre, allude a una relazione amorosa del passato tra il poeta e una donna.
2. Di solito, ma non sempre, rappresenta la fine formale della relazione.
3. Consiste principalmente di accuse di contenuto inappropriato, di solito, ma non sempre, in merito al trattamento del poeta.
4. La donna è innominata.
5. Spesso, il poeta dichiara di avere avuto una relazione sessuale con la donna.
6. Spesso, il poeta definisce la donna sgradevole.
7. Spesso, il poeta è sensibile all'accoglienza generalmente ostile di opere diffamatorie letterarie.

Archer non interpreta la famosa poesia LXII di March come un maldit-comiat, anche se ammette sia un maldit in senso generale. La ragione di ciò è che March non era l'amante della donna che egli stava attaccando.

## Fonti
- (EN)  Archer, Robert (1991). "Tradition, Genre, Ethics and Politics in Ausiàs March's maldit". Bulletin of Hispanic Studies, 68:3, pp. 371–382.
- (EN)  Beltran, Vicenç (2006). El cançoner de Joan Berenguer de Masdovelles. Publicacions de l'Abadia de Montserrat. ISBN 84-8415-789-X
- (ES)  Riquer, Isabel de. "La Mala Cansó provenzal, fuente del Maldit catalán". University of Barcelona.
- (ES)  Martín de Riquer (1964). Història de la Literatura Catalana, vol. 1. Barcelona: Edicions Ariel.